# Engelbert Marie van Arenberg
Engelbert Marie van Arenberg, volledige naam Engelbert Prosper Ernst Maria Joseph Julius Balthasar Benedikt Anton Eleonore Lorenz, (Salzburg, 10 augustus 1872 - Lausanne, 15 januari 1949) was de negende hertog van Arenberg. Hij was de zoon van Engelbert August van Arenberg en Maria Eleonora van Arenberg.
Engelbert Marie bracht zijn jeugd door in België, op het Egmontpaleis in Brussel, het kasteel van Arenberg in Heverlee en het kasteel van Edingen. Hij trouwde in 1897 met prinses Hedwig van Ligne.
Van 1889 tot 1893 was hij officier in het Pruisische leger en tijdens de Eerste Wereldoorlog hoorde hij bij de hoge leiding van het 7e Duitse Leger.
Van 1909 tot 1912 zetelde hij in de Rijksdag als afgevaardigde van de Deutsche Zentrumspartei; van 1903 tot 1918 had hij als erfelijk hertog ook een zetel in Pruisische Hogerhuis.
Al bij het overlijden van zijn vader in 1875 had hij grote gebieden bos geërfd in Emsland, Nedersaksen. In 1903 kocht hij ook het Schloss Nordkirchen. Hij moet de grootste grondbezitter van de Pruisische provincie Westfalen geweest zijn (waarvoor hij van 1917 tot 1919 ook in de provinciale Landdag zetelde). Later beheerde hij ook de Duitse industriële eigendommen van de familie, daaronder verschillende mijnen en maatschappijen zoals Arenberg-Meppen GmbH, Arenberg Nordkirchen GmbH, Arenberg-Recklinghausen GmbH, Arenberg-Schleiden GmbH en Arenberg-Düsseldorf GmbH.
Samen met alle vorstelijke titels van het Duitse Rijk ging de titel van hertog van Arenberg verloren toen na de nederlaag in de Eerste Wereldoorlog het Duitse Rijk ontbonden werd. De titel hertog van Arenberg werd later wel opnieuw ingesteld als een Belgische adellijke titel.
Na de Eerste Wereldoorlog werden de uitgestrekte bezittingen van de hele familie Arenberg in Frankrijk en in België onder sekwester geplaatst. Deze landen legden beslag op de eigendommen van alle vijandige ingezetenen. Alhoewel de Arenbergs al sinds de zestiende eeuw in de Nederlanden woonden, werden zij als Pruisische staatsburgers beschouwd. Onder de in België in beslag genomen goederen waren het Heverleebos, het Meerdaalwoud, de Prosperpolder, de Hertogin Hedwigepolder. Zijn klooster in Edingen schonk hij aan de kapucijnen. De Leuvense Universiteit verkreeg het Kasteel van Arenberg in Heverlee.